# Süddeutsche Zeitung
De Süddeutsche Zeitung (SZ) is een Duitse links-liberale kwaliteitskrant, die wordt uitgegeven in München. Sinds 2007 daalt de verkochte oplage langzaam. De oplage bedroeg in 2015 ca. 372.000, echter eind 2022 nog circa 298.000 exemplaren.

## Geschiedenis
In 1945 werd de Süddeutsche Zeitung in München opgericht, met op 28 juni van dat jaar de eerste publicatie.

## Profiel
De krant wordt in heel Duitsland gelezen (dagelijks ca. 1,4 miljoen lezers) en kent ook verspreiding in het buitenland. De nationale editie heeft vier secties: Politiek, Cultuur, Economie en Sport; uitgaven die in München en omstreken verschijnen hebben ook een katern met lokaal/regionaal nieuws.